# Madagaskargrijskeelral
De madagaskargrijskeelral (Mentocrex kioloides synoniem: Canirallus kioloides) is een vogel uit de familie Sarothruridae.

## Verspreiding en leefgebied
Deze soort is endemisch in Madagaskar en telt twee ondersoorten:
- Mentocrex kioloides berliozi: noordwestelijk Madagaskar.
- Mentocrex kioloides kioloides: oostelijk Madagaskar.